# Beloslavec
Beloslavec is een plaats in de gemeente Bedenica in de Kroatische provincie Zagreb. De plaats telt 295 inwoners (2001).